# Atletismo nos Jogos Pan-Americanos de 2007 - 100 m masculino
Os 100 metros rasos foram um dos eventos do atletismo nos Jogos Pan-Americanos de 2007, no Rio de Janeiro. A prova foi disputada no Estádio Olímpico João Havelange entre 23 e 24 de julho com 33 velocistas de 23 países.

## Medalhistas
| Ouro   | AHO Churandy Martina  |
| Prata  | USA Darvis Patton     |
| Bronze | ANT Brendan Christian |

## Recordes
Recordes mundiais e pan-Americanos antes da disputa dos Jogos Pan-Americanos de 2007.
| Tipo                             | Atleta           | Tempo   | Local   | Data                 |
| -------------------------------- | ---------------- | ------- | ------- | -------------------- |
|                                  | Asafa Powell     | 9.77 s  | Atenas  | 14 de junho de 2005  |
| Recorde dos Jogos Pan-Americanos | Leandro Peñalver | 10.06 s | Caracas | 24 de agosto de 1983 |

## Resultados
- Q: classificação por tempos na série.
- q: classificação por melhores tempos no geral.
- DNF: não completou a prova.
- DNS: não competiu na prova.

### Primeira rodada
A primeira rodada foi disputada em 23 de julho.
| Série 1 | Série 1 | Série 1               | Série 1                   | Série 1 | Série 1 |
| Result. | Result. | Atleta                | País                      | Tempo   | Qual.   |
| Pos.    | Geral   | Atleta                | País                      | Tempo   | Qual.   |
| ------- | ------- | --------------------- | ------------------------- | ------- | ------- |
| 1       | 1       | Churandy Martina      | AHO Antilhas Neerlandesas | 10.15 s | Q       |
| 2       | 2       | Henry Vizcaíno        | CUB Cuba                  | 10.18 s | Q       |
| 3       | 5       | Kim Collins           | SKN São Cristóvão e Neves | 10.30 s | Q       |
| 4       | 11      | Rafael Ribeiro        | BRA Brasil                | 10.39 s | q       |
| 5       | 16      | Xavier Brown          | JAM Jamaica               | 10.50 s | q       |
| 6       | 17      | Adrian Griffith       | BAH Bahamas               | 10.56 s |         |
|         | 27      | Nicolás López Moreira | PAR Paraguai              | 12.08 s |         |
| —       | —       | Michael Leblanc       | CAN Canadá                | DNS     |         |

| Série 2 | Série 2 | Série 2           | Série 2                  | Série 2 | Série 2 |
| Result. | Result. | Atleta            | País                     | Tempo   | Qual.   |
| Pos.    | Geral   | Atleta            | País                     | Tempo   | Qual.   |
| ------- | ------- | ----------------- | ------------------------ | ------- | ------- |
| 1       | 7       | Brendan Christian | ANT Antígua e Barbuda    | 10.34 s | Q       |
| 2       | 9       | Anson Henry       | CAN Canadá               | 10.37 s | Q       |
| 3       | 13      | James Samuels     | USA Estados Unidos       | 10.41 s | Q       |
| 4       | 17      | Yoan Frías        | CUB Cuba                 | 10.56 s |         |
| 5       | 23      | Joel Báez         | DOM República Dominicana | 10.99 s |         |
| 6       | 24      | José Garaventa    | ARG Argentina            | 11.09 s |         |
| 7       | 26      | Richard Thompson  | TRI Trinidad e Tobago    | 12.06 s |         |

| Série 3 | Série 3 | Série 3                 | Série 3                   | Série 3 | Série 3 |
| Result. | Result. | Atleta                  | País                      | Tempo   | Qual.   |
| Pos.    | Geral   | Atleta                  | País                      | Tempo   | Qual.   |
| ------- | ------- | ----------------------- | ------------------------- | ------- | ------- |
| 1       | 8       | Darvis Patton           | USA Estados Unidos        | 10.35 s | Q       |
| 2       | 11      | Franklin Nazareno       | ECU Equador               | 10.39 s | Q       |
| 3       | 15      | Delwayne Delaney        | SKN São Cristóvão e Neves | 10.47 s | Q       |
| 4       | 17      | Brian Mariano           | AHO Antilhas Neerlandesas | 10.56 s |         |
| 5       | 22      | Lionel Jones            | BIZ Belize                | 10.94 s |         |
| 6       | 25      | Jurgen Themen           | SUR Suriname              | 11.13 s |         |
| —       | —       | Kareem Streete-Thompson | CAY Ilhas Cayman          | DNS     |         |

| Série 4 | Série 4 | Série 4              | Série 4               | Série 4 | Série 4 |
| Result. | Result. | Atleta               | País                  | Tempo   | Qual.   |
| Pos.    | Geral   | Atleta               | País                  | Tempo   | Qual.   |
| ------- | ------- | -------------------- | --------------------- | ------- | ------- |
| 1       | 3       | Keston Bledman       | TRI Trinidad e Tobago | 10.19 s | Q       |
| 2       | 4       | Vicente Lenílson     | BRA Brasil            | 10.23 s | Q       |
| 3       | 6       | Kael Becerra         | CHI Chile             | 10.32 s | Q       |
| 4       | 10      | Rolando Palacios     | HON Honduras          | 10.38 s | q       |
| 5       | 14      | Daniel Bailey        | ANT Antígua e Barbuda | 10.46 s | q       |
| 6       | 20      | Jorge Luis Solórzano | GUA Guatemala         | 10.63 s |         |
| 7       | 21      | Jason Livermore      | JAM Jamaica           | 10.86 s |         |

### Semifinal
A semifinal foi disputada em 23 de julho.
| Semifinal 1 | Semifinal 1 | Semifinal 1       | Semifinal 1               | Semifinal 1 | Semifinal 1 |
| Result.     | Result.     | Atleta            | País                      | Tempo       | Qual.       |
| Pos.        | Geral       | Atleta            | País                      | Tempo       | Qual.       |
| ----------- | ----------- | ----------------- | ------------------------- | ----------- | ----------- |
| 1           | 1           | Churandy Martina  | AHO Antilhas Neerlandesas | 10.06 s =   | Q           |
| 2           | 5           | James Samuels     | USA Estados Unidos        | 10.31 s     | Q           |
| 3           | 7           | Kim Collins       | SKN São Cristóvão e Neves | 10.32 s     | Q           |
| 4           | 7           | Anson Henry       | CAN Canadá                | 10.32 s     | Q           |
| 5           | 9           | Keston Bledman    | TRI Trinidad e Tobago     | 10.34 s     |             |
| 6           | 10          | Rafael Ribeiro    | BRA Brasil                | 10.39 s     |             |
| 7           | 13          | Franklin Nazareno | ECU Equador               | 10.44 s     |             |
| —           | —           | Daniel Bailey     | ANT Antígua e Barbuda     | DNF         |             |

| Semifinal 2 | Semifinal 2 | Semifinal 2       | Semifinal 2               | Semifinal 2 | Semifinal 2 |
| Result.     | Result.     | Atleta            | País                      | Tempo       | Qual.       |
| Pos.        | Geral       | Atleta            | País                      | Tempo       | Qual.       |
| ----------- | ----------- | ----------------- | ------------------------- | ----------- | ----------- |
| 1           | 2           | Darvis Patton     | USA Estados Unidos        | 10.21 s     | Q           |
| 2           | 3           | Brendan Christian | ANT Antígua e Barbuda     | 10.24 s     | Q           |
| 3           | 4           | Henry Vizcaíno    | CUB Cuba                  | 10.30 s     | Q           |
| 4           | 5           | Vicente Lenílson  | BRA Brasil                | 10.31 s     | Q           |
| 5           | 11          | Delwayne Delaney  | SKN São Cristóvão e Neves | 10.42 s     |             |
| 6           | 12          | Kael Becerra      | CHI Chile                 | 10.43 s     |             |
| 7           | 14          | Rolando Palacios  | HON Honduras              | 10.48 s     |             |
| 8           | 15          | Xavier Brown      | JAM Jamaica               | 10.61 s     |             |

### Final
A final dos 100 metros rasos foi disputada em 24 de julho as 19:20 (UTC-3).
| Pos.              | Atleta            | País                      | Tempo   |
| ----------------- | ----------------- | ------------------------- | ------- |
| Medalha de ouro   | Churandy Martina  | AHO Antilhas Neerlandesas | 10.15 s |
| Medalha de prata  | Darvis Patton     | USA Estados Unidos        | 10.17 s |
| Medalha de bronze | Brendan Christian | ANT Antígua e Barbuda     | 10.26 s |
| 4                 | Henry Vizcaíno    | CUB Cuba                  | 10.31 s |
| 5                 | Kim Collins       | SKN São Cristóvão e Neves | 10.31 s |
| 6                 | James Samuels     | USA Estados Unidos        | 10.33 s |
| 7                 | Vicente Lenílson  | BRA Brasil                | 10.37 s |
| 8                 | Anson Henry       | CAN Canadá                | 10.38 s |